# Long Pig
A Long Pig egy budapesti deathgrind/sludge metal zenekar. A zenekar 2006-ban állt össze az akkor megszűnt Din-Addict tagjaiból a My First Knife dobosával kiegészülve. Zeneileg komplexebb mint elődje, szövegvilága introvertáltabb hangvételű.
Első lemezük az ausztrál Grindhead Recordsnál jelent meg, ám annak megjelenését nem követte semmilyen nemzetközi turné.

## Tagok
- Fehér Dávid (gitár, basszusgitár)
- Kiss 'Kisz' Gábor (ének)
- Liptai 'Kutya' Gergely (dob)
- Vajsz Kornél (ének, effektek)

## Kiadványok

### Nagylemezek
- Barren (2007, Grindhead records)

### Demók
- Pectoral Riot (2006, szerzői kiadás)

## Külső hivatkozások
- Long Pig hivatalos honlap
- Long Pig myspace